# 木原慶吾
木原 慶吾（きはら・けいご、1951年11月12日 - ）は、佐賀県を拠点に活動する日本の歌手、ラジオパーソナリティ、ローカルミュージシャン、音楽プロデューサー。「サウンドスピリッツ」代表取締役。血液型はO型。

## 略歴・人物
- 佐賀県佐賀市出身。佐賀県立佐賀北高等学校卒業後、上京。関東圏の米軍キャンプ、ディスコ、クラブで活動[1]。
- 1978年1月25日、26歳でバンド「SPIRITS」のボーカルとしてテイチクレコードブラックレーベルから「機嫌を直してもう一度」c/w「ラブ ジ エンド」でデビュー。グループ解散後、佐賀へ帰郷。その後佐賀で「木原慶吾とスピリッツ」を結成し再スタート。現在はライブハウス「GEILS」の運営や、音楽・イベントプロデュースの傍ら、エフエム佐賀やNBCラジオ佐賀等のパーソナリティとしても活動している。
- かまやつひろし（ムッシュかまやつ）とは30年来の友人で、度々ステージでの共演もしている。
- メジャーでの実績は少ないもののキャリアは長く、佐賀県でほぼ唯一と言っていい本格的なライブハウスを運営し、イベントでの音響や運営を行う会社を経営していることから、中央・地方問わず業界への認知度は高く、「佐賀インターナショナルバルーンフェスタ」イベントステージのプロデュースは20年以上に渡る（2014年現在）。また、佐賀市のPRに貢献し、観光振興に寄与したとして、2008年に佐賀市から「市政功労表彰」を受けている[2]。
- 葛城ユキ、浅野孝已（ゴダイゴ）、笠浩二（C-C-B）他とも、九州ツアー時のバックバンドとして活動している。
- 2014年10月27日にバンド初[3]となるアルバム『HISTORY』[4]、2016年11月1日には2作目の『HISTORY Ⅱ』[5]を発表した（発売はエフエム佐賀から）。
- がんを患った経験があり、2015年に佐賀ではじめて世界的ながん啓発イベントリレー・フォー・ライフが開催された際には実行委員長を務めた[6]。また開催前の2011年に制作した佐賀県のがん検診受診勧奨メッセージソング「幸せへのメッセージ忘れないで検診!「がん予防」!!」[7]が佐賀大会のテーマソングに採用されている。2020年にはリレー・フォー・ライフを主催するアメリカ対がん協会（American Cancer Society）から、がんサバイバー（がん患者・がん経験者）やケアギバー（支援者）の代表「ヒーローズ・オブ・ホープ」に認定された[8]。
- 福岡市の葬祭業者『天国社』のテレビCMソングを手がける。このCMはフジテレビジョンが全国の個性あるローカルCMを集めた深夜番組で取り上げられ、反響を呼んだ。
- 2021年11月27日、『木原慶吾70thANNIVERSARY MEMORIAL GEILS LIVE！』をLIVE HOUSE佐賀GEILSにて開催。TAROかまやつ、長友仍世（Infix）、笠浩二ら親交のあるミュージシャンがゲスト出演。およそ4時間に及ぶライブで古希の祝い行った。

## 代表曲
- 機嫌を直してもう一度（デビュー曲）
- FLY UP TO THE SKY（佐賀インターナショナルバルーンフェスタ イメージソング）
- 燃えて未来へ（世界・焱の博覧会サポートソング）
- DREAMS IN THE SKY（佐賀空港イメージソング）
- KNOCKIN' ON HEAVEN'S DOOR（福岡県の葬祭業者「天国社」CMソング。第16回地方CM大賞グランプリ）
- GET AT WIN（サッカー・サガン鳥栖サポートソング[注釈 1]）
- よかDeスカ（佐賀城下栄の国まつりイメージソング）
- LIGHT FANTASY（サガ・ライトファンタジー イメージソング）
- 歌うたいのブルース

## レギュラー番組
エフエム佐賀
- -Friday night- Talkin' Radio（金曜19：00 - 19：55）

NBCラジオ佐賀・NBC長崎放送
- 木原慶吾のHOT HITS AGAIN（土曜16：00 - 16：30）

## 過去の番組
エフエム佐賀
- MIDNIGHT MUSIC KNITTING FACTORY CLUB
- SUNSET BLVD
- POP SHOT CLUB
- きはらくん&ちょうさんの『WE LOVE MUSIC!』